# ダンシング・スピリット!
『ダンシング・スピリット!』は宝塚歌劇団の舞台作品。宙組公演。形式名は「グランド・レビュー」。22場。
作・演出は中村一徳。併演作品は『カステル・ミラージュ』。

## 公演期間と公演場所
- 2001年11月16日 - 12月25日　宝塚大劇場[1]
- 2002年2月16日 - 3月24日　東京宝塚劇場[2]
- 2002年4月27日 - 5月19日　全国ツアー[3]

### 全国ツアーの日程
- 4月27日・4月28日　広島郵便貯金会館[3]
- 4月29日　徳山市文化会館[3]
- 5月1日　九州厚生年金会館[3]
- 5月3日 - 5月7日　福岡市民会館[3]
- 5月9日　鳥取県立県民文化会館[3]
- 5月11日　守山市民ホール[3]
- 5月12日　ひこね市文化プラザ[3]
- 5月14日・5月15日　静岡市民文化会館[3]
- 5月16日　沼津市民文化センター[3]
- 5月18日・5月19日　神奈川県民ホール[3]

## 解説
※『宝塚歌劇100年史（舞台編）』の宝塚大劇場公演参考。
20世紀の100年間で様々なリズムが誕生し、ブルース、ジャズ、ロック等、現在のあらゆる音楽の分野が登場した。それらの音楽の特徴を生かした場面構成にダイナミックなダンスシーンを取り入れ、ダンスの精神・気迫、ダンシング・スピリットを描いた。宇宙をアレンジした装置のプロローグからジャズのストリートシーン、ファンキーな音楽に乗せて踊る路地裏でのダンスシーン等、バラエティー豊かに華やかに繰り広げられたグランド・レビュー。

## スタッフ
※氏名の後ろに「宝塚」、「東京」、「全国」の文字がなければ全劇場共通。「全国」とは全国ツアーのことである。
- 作曲[4]・編曲[4]：西村耕次/甲斐正人/鞍富真一
- 音楽指揮：御﨑惠（宝塚）[4]、伊澤一郎（東京）[2]
- 録音音楽指揮：御﨑惠（全国）[3]
- 振付[4]：名倉加代子/家城比呂志/藍エリナ/大谷盛雄/KAZUMI-BOY
- 囃子[4]：藤舎呂浩/藤舎清成
- 装置：関谷敏昭[4]
- 衣装：任田幾英[4]
- 照明：勝柴次朗（宝塚・東京）[4]、株式会社ハートス（全国）[3]
- 音響：加門清邦[4]
- 小道具：田中武彦[4]
- 効果：扇野信夫（宝塚・全国）[4]、関根海里（東京）[2]
- 演出助手[4]：鈴木圭/稲葉太地
- 装置補：広森守[4]
- 衣装補：河底美由紀[4]
- 舞台進行：濱野文宏（宝塚・東京）[4]、山崎芳雄（全国）[3]
- 舞台美術製作：株式会社宝塚舞台[4]
- 演奏：宝塚歌劇オーケストラ（宝塚）[4]
- 録音演奏：宝塚歌劇オーケストラ（全国）[3]
- 演奏コーディネート：株式会社内藤音楽事務所（東京）[2]
- 制作[4]：北野靖/木村靖久

## 宝塚における特別出演
※氏名の後ろの（）は2001年当時の所属組。
- 湖月わたる（専科）[4]
- 伊織直加（専科）[4]
- 成瀬こうき（専科）[4]

## 休演者

### 東京
- 純あいら[2]

### 全国ツアー
- 峰華ひさり（4月28日から）[3]

## 主な配役

### 宝塚・東京
※氏名の後ろに「宝塚」、「東京」の文字がなければ両劇場共通。
- コスモスターS、盗賊S、炎の男S、ネコS、フィナーレの男S、パレードの男S - 和央ようか[4]
- コスモビューティS、宝石S、炎の女S、ネズミS、フィナーレの女S、パレードの女S - 花總まり[4]
- コスモスターA、ダンシング・ガイA、ジャパネスクの男A、炎の男A、フィナーレの男A、パレードの男A - 湖月わたる（宝塚）[4]、樹里咲穂（東京）[2]
- コスモスターA、ダンシング・ガイA、炎の男A、炎の男A・歌手、フィナーレの男A、パレードの男A - 伊織直加[4]
- コスモスターA、ダンシング・ガイA、炎の男A、フィナーレの男A、パレードの男A - 成瀬こうき[4]
- コスモスターA、兵士A、ジャパネスクの男A、炎の男A、ダンシング・ボーイ、フィナーレの男A、パレードの男A - 水夏希[4]

### 全国ツアーの変更点
※下記の記載以外、宝塚大劇場公演と同じ
- コスモスターA、ダンシング・ガイA、ジャパネスクの男A、炎の男A、フィナーレの男A - 水夏希[3]
- コスモスターA、兵士A、炎の男A、フィナーレの男A - 久遠麻耶[3]